# Gourchelles
Gourchelles és un municipi francès, situat al departament de l'Oise i a la regió dels Alts de França. L'any 2007 tenia 133 habitants.

## Demografia

### Població
El 2007 la població de fet de Gourchelles era de 133 persones. Hi havia 56 famílies de les quals 12 eren unipersonals (8 homes vivint sols i 4 dones vivint soles), 20 parelles sense fills, 20 parelles amb fills i 4 famílies monoparentals amb fills.
La població ha evolucionat segons el següent gràfic:
Habitants censats

### Habitatges
El 2007 hi havia 63 habitatges, 56 eren l'habitatge principal de la família, 6 eren segones residències i 2 estaven desocupats. Tots els 62 habitatges eren cases. Dels 56 habitatges principals, 49 estaven ocupats pels seus propietaris, 6 estaven llogats i ocupats pels llogaters i 1 estava cedit a títol gratuït; 4 tenien dues cambres, 10 en tenien tres, 14 en tenien quatre i 27 en tenien cinc o més. 41 habitatges disposaven pel capbaix d'una plaça de pàrquing. A 29 habitatges hi havia un automòbil i a 22 n'hi havia dos o més.

### Piràmide de població
La piràmide de població per edats i sexe el 2009 era:
| Homes | Edats   | Dones |
| ----- | ------- | ----- |
| 0     | 95 o +  | 0     |
| 0     | 90 a 94 | 0     |
| 0     | 85 a 89 | 0     |
| 0     | 80 a 84 | 4     |
| 0     | 75 a 79 | 4     |
| 0     | 70 a 74 | 0     |
| 8     | 65 a 69 | 12    |
| 4     | 60 a 64 | 0     |
| 8     | 55 a 59 | 4     |
| 4     | 50 a 54 | 8     |
| 0     | 45 a 49 | 0     |
| 0     | 40 a 44 | 0     |
| 4     | 35 a 39 | 4     |
| 0     | 30 a 34 | 0     |
| 16    | 25 a 29 | 4     |
| 8     | 20 a 24 | 8     |
| 0     | 15 a 19 | 0     |
| 8     | 10 a 14 | 0     |
| 4     | 5 a 9   | 4     |
| 8     | 0 a 4   | 0     |

## Economia
El 2007 la població en edat de treballar era de 86 persones, 60 eren actives i 26 eren inactives. De les 60 persones actives 55 estaven ocupades (32 homes i 23 dones) i 5 estaven aturades (1 home i 4 dones). De les 26 persones inactives 9 estaven jubilades, 5 estaven estudiant i 12 estaven classificades com a «altres inactius».

### Ingressos
El 2009 a Gourchelles hi havia 54 unitats fiscals que integraven 137 persones, la mediana anual d'ingressos fiscals per persona era de 16.563 €.

### Activitats econòmiques
L'únic establiment que hi havia el 2007 era d'una empresa de construcció.
L'únic servei als particulars que hi havia el 2009 era una lampisteria.
L'any 2000 a Gourchelles hi havia 3 explotacions agrícoles que ocupaven un total de 84 hectàrees.

## Poblacions més properes
El següent diagrama mostra les poblacions més properes.